# Rat der Volksrepräsentanten der Provinz (Timor Timur)

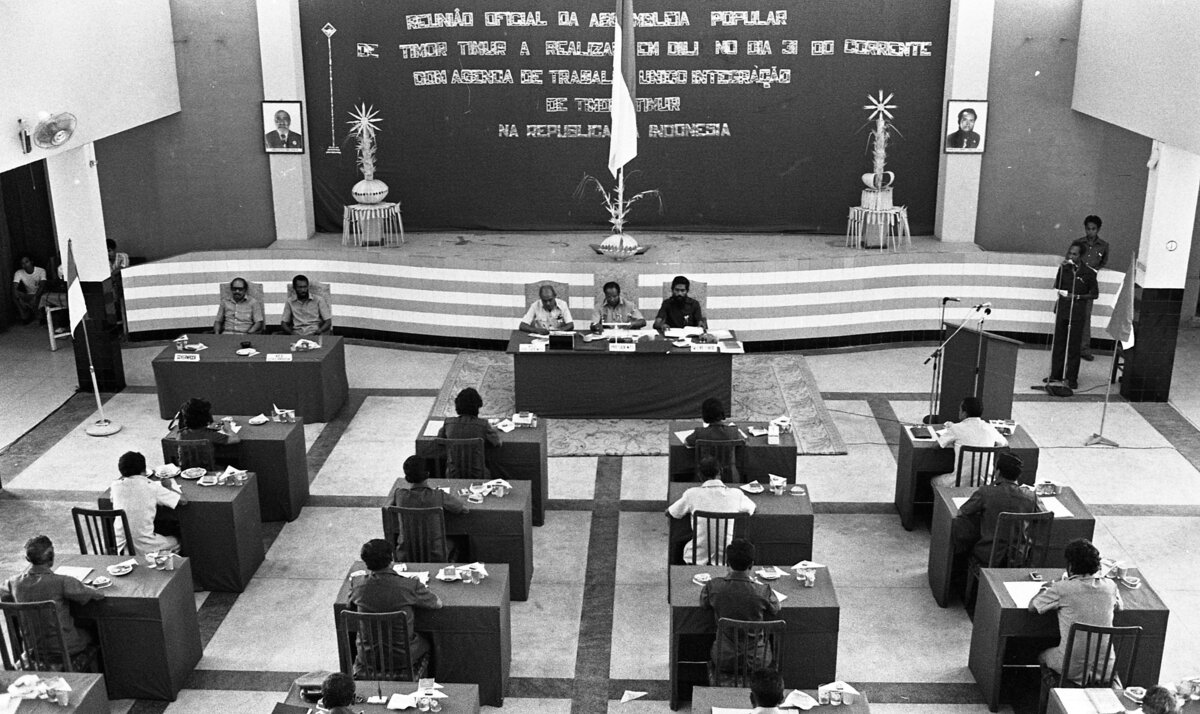
Der Rat der Volksrepräsentanten der Provinz (1976)

Der Rat der Volksrepräsentanten der Provinz (indonesisch Dewan Perwakilan Rakyat Daerah) DPRD der Provinz Timor Timur war das Parlament des zwischen 1975 und 1999 von Indonesien besetzten Osttimor.

## Geschichte
| Sitzverteilung in der DPRD |     |        |     |      |        |
| Jahr                       | PPP | Golkar | PDI | ABRI | gesamt |
| 1980                       | 0   | 25     | 0   | 0    | 25     |
| 1981                       | 0   | 24     | 0   | 0    | 24     |
| 1982                       | 0   | 32     | 0   | 4    | 36     |
| 1987                       | 0   | 34     | 2   | 9    | 45     |
| 1988                       | 0   | 34     | 2   | 9    | 45     |
| 1989                       | 0   | 33     | 2   | 9    | 44     |
| 1990                       | 0   | 34     | 2   | 9    | 45     |
| 1991                       | 0   | 34     | 2   | 9    | 45     |
| 1992                       | 2   | 29     | 5   | 9    | 45     |
| 1997                       | 1   | 30     | 5   | 9    | 45     |

Nach Beginn der offenen Invasion Osttimors mit der Operation Seroja am 7. Dezember 1975 wurde bereits am 17./18. Dezember 1975 die Provisorische Regierung Osttimor (indonesisch Pemerintah Sementara Timor Timur PSTT, auch PGET) als Marionettenregierung aufgestellt, bestehend aus APODETI- und UDT-Führern. De facto war die PGTT machtlos angesichts der Dominanz durch das indonesische Militär.
Guilherme Gonçalves wurde Vorsitzender der vom indonesischen Geheimdienst aufgestellten sogenannten Volksversammlung, die aber nur ein einziges Mal am 31. Mai 1976 zusammentrat, um als einzigen Tagesordnungspunkt eine Petition für den Anschluss an Indonesien ohne Referendum einstimmig mit 37 Stimmen zu beschließen. Man berief sich dabei auf die Balibo-Deklaration, in der angeblich osttimoresische Führer Indonesien um Beistand im Kampf gegen die FRETILIN ersucht hatten. Unterzeichnet wurde die Petition von Gonçalves und PSTT-Präsident Arnaldo dos Reis Araújo. Mit dem indonesischen Gesetz Nr. VII/1976 wurde am 17. Juli Timor Timur offiziell die 27. Provinz der Republik Indonesien.
Am 4. August 1976 wurde mit dem Gesetz I/AD der Rat der Volksrepräsentanten (DPRD Level I) der Provinz als offizielle Legislative der neuen Provinz installiert, mit Guilherme Gonçalves als Vorsitzenden. Theoretisch hatte der Ratsvorsitzende zusammen mit dem Gouverneur die höchste Autorität in Timor Timur.
Der erste Rat bestand aus 30 Mitgliedern, die aber nicht von der Bevölkerung gewählt, sondern ernannt wurden. 80 % der Sitze waren den vom indonesischen Staat kontrollierten Parteien vorbehalten: Partai Golongan Karya (Golkar), Partai Persatuan Pembangunan (PPP) und Partai Demokrasi Indonesia (PDI). Die restlichen 20 % standen den indonesischen Streitkräften (ABRI) zu. Genauso wenig, wie die Räte der Distrikte (DPRD Level II). Ihre Mitglieder wurden vom regionalen Führungsrat (Musyawarah Pimpinan Daerah, kurz Muspida) benannt, bestehend aus dem Distriktsadministrator (Bupati) und dem Militärkommandant des Distrikts. Sollte dieser beratende Austausch das Zusammenspiel von Zivilverwaltung und militärischer Polizei und Armee koordinieren. Allerdings bedeutete das in der Praxis eine Dominanz des Militärs.
1981 beklagten sich Räte des DPRD in einen Brief an Suharto über die weiterhin wirtschaftlich schlechten Lage der Provinz. Außerdem beschwerte man sich über Missbrauch von Geldern durch den Sekretär der Regionalverwaltung A. Paul Kalangi und seinem Stellvertreter A. Azis Hasyam. Der Brief wurde auch an mehrere Nachrichtenagenturen und Botschaften verteilt. Mehrere der DPRD-Räte, die ihn unterzeichnet hatten, wurden in der Folge vom Militär verhaftet.
Das erste Mal durften die Osttimoresen bei den allgemeinen Wahlen 1982 wählen, doch das Ergebnis war eindeutig gefälscht worden. Über 100 Prozent der registrierten Wähler hätten danach für die Regierungspartei Golkar gestimmt. Entsprechend erhielt Golkar 32 Sitze im DPRD und die Armee besetzte die ihnen vorbehaltenen vier Sitze. Acht dieser Räte vertraten Timor Timur im nationalen Volksvertretungsrat der Republik Indonesien (DPR). In den folgenden Jahren wurden die Zügel gelockert, so dass 1992 im nun 45-Sitze-starken DPRD neben den 29 Räten von Golkar und neun der Armee, noch zwei der PPP und fünf der PDI saßen.
Im Juni 1998 bot sein Suhartos Nachfolger Bacharuddin Jusuf Habibie Osttimor Autonomie innerhalb des indonesischen Staates an. Eine völlige Unabhängigkeit schloss er aber aus und erklärte, Portugal und die Vereinten Nationen müssten die indonesische Souveränität über Osttimor anerkennen. Danach übernahmen Studenten des ETSSC den Campus der UNTIM und forderten ein Unabhängigkeitsreferendum. Als am 16. Juni der Timorese Herman dos Reis Soares vom indonesischen Militär in Manatuto erschossen wurde, zogen mehrere Tausend Demonstranten durch die Stadt und besetzten das DPRD. Infolge eines Überfalls der FALINTIL führte die indonesische Armee im November 1998 in der Region um Alas eine Strafaktion durch. Etwa 50 Menschen wurden getötet. In Dili reagierten die Studenten mit Protesten und erneuter Besetzung des DPRD.

## Bekannte Räte
- Guilherme Gonçalves (Golkar, Vorsitzender 1976–1978)
- Mário Viegas Carrascalão (Golkar)
- António Freitas Parada (Golkar, Vorsitzender 1992–1997)